# Sokotragimpel
Der Sokotragimpel (Rhynchostruthus socotranus) ist eine Singvogelart aus der Familie der Finken. Die Art kommt ausschließlich auf der Insel Sokotra südlich der Arabischen Halbinsel vor. Bislang wurde die Art als einzige der Gattung Rhynchostruthus geführt, seit einiger Zeit betrachtet man aber die bisher als Unterarten geführten Formen Arabiengimpel und Somaligimpel als eigene Arten. Im Unterschied zu diesen stuft die IUCN den Sokotragimpel als nicht als gefährdet (“least concern”) ein. Das Verbreitungsgebiet des Sokotragimpels ist zwar mit 3.600 Quadratkilometern sehr klein, die Population, die auf 6.500 Individuen geschätzt wird, scheint jedoch stabil zu sein.

## Beschreibung
Der etwa 14,5 cm lange Sokotragimpel ist ein großköpfiger, kurzschwänziger und robust gebauter Fink mit einem sehr kräftigen, an der Basis hohen sowie schwarzen bis dunkel schiefergrauen Schnabel. Die Flügellänge liegt zwischen 83 und 87 mm. Die Füße und Beine sind fleischfarben. Ein Sexualdimorphismus ist nur gering ausgeprägt, die Geschlechter lassen sich im Feld aber gut voneinander unterscheiden.
Beim Männchen ist der Kopf bis zum oberen Nackenrand dunkelbraun, zur Stirn, Gesichtspartie und bis auf die Kehle dunkler bis hin zu schwarz. Die Ohrdecken stehen deutlich weiß heraus und sind komplett von der dunklen Partie umrandet, manchmal aber nur durch einen schmalen Streifen nach unten hin abgegrenzt. Das Körpergefieder ist überwiegend beige-braun, auf der Oberseite etwas dunkler und an Bürzel und Oberschwanzdecken schlicht grau. Die Schulterfedern sind wie die Oberseite gefärbt, die mittleren Armdecken grau bis dunkelgrau mit lebhaft gelben Spitzen. Die gelbe Färbung findet sich auch auf den großen Armdecken und den Außenfahnen der Armschwingen. Bei den ersteren sind nur die inneren schwarz, beige bespitzt und grau gerandet, bei den letzteren sind Innenfahne und Spitze schwarz. Auch der komplette Handflügel und die Schirmfedern sind schwarz, lediglich die innerste Schirmfeder trägt einen gelben Saum auf der Außenfahne. Der Stoß ist kurz und am Ende gekerbt, braun bis schwärzlich und bis auf das innere Paar auf den Außenfahnen breit gelb, so dass sich gelbe Felder auf den Schwanzaußenseiten ergeben. Die Unterschwanzdecken sind weiß.
Das Weibchen unterscheidet sich vom Männchen durch weniger tiefschwarze Partien am Kopf, die Färbung spielt mehr ins braune, die Ohrdecken sind gräulich weiß. Die Oberseite ist weniger dunkel und bräunlich überwaschen, ein bräunlich-verwaschener Ton findet sich auch an der oberen Brust und der Bauch ist bei einigen Exemplaren grauer. Die Schwanzseiten sind weniger ausgedehnt gelb.
Vögel im Jugendkleid sind stark gestrichelt und insgesamt dunkler bräunlich. Es fehlt die dunkle Kopfpartie und die bei adulten Vögeln weißen Ohrdecken sind allenfalls als gelblich beiger Ansatz ausgeprägt. Das Gelb der Flügel und der Steuerfedern ist weniger intensiv und beschränkt sich auf Säume und Spitzen. Der Schnabel ist an der Basis des Unterschnabels grau aufgehellt.

## Stimme
Das stimmliche Repertoire des Sokotragimpels ähnelt dem des Stieglitzes. Typische Rufe sind wip, wink oder tsie, ein gereihtes tat tat tat tat oder did-ie, ein weiches, ebenfalls oft gereihtes tlijit oder eine schnelle Folge von di di di-Rufen, die mit einem rauen Triller abgeschlossen wird. Der Gesang ist fließend und melodisch. Er wird oft von einer in den Zweigen verborgenen Warte aus oder aus einem fledermausartigen Singflug heraus vorgetragen und wird als wiet wi-o wie oder ähnlich beschrieben.

## Verbreitung und Lebensweise
Der Sokotragimpel kommt ausschließlich auf Sokotra vor. Er bewohnt auf dieser Inselgruppe eine große Bandbreite von Habitaten und kommt von der Tiefebene bis auf das Hochplateau vor. Der typische Lebensraum sind trockene Busch- und Waldgebiete mit einem Bewuchs, der von Wolfsmilch, Akazien und Wacholder dominiert ist. Die Früchte und Samen dieser Arten stellen die Hauptnahrung des Sokotragimpels dar.

## Systematik
Bis vor kurzem wurden der Sokotragimpel (Rhynchostruthus socotranus), der im Süden der Arabischen Halbinsel beheimatete Arabiengimpel (Rh. percivali) und der in Somalia vorkommende Somaligimpel (Rh. louisae) als Unterarten des „Goldflügelgimpels“ und die Gattung Rhynchostruthus somit als monotypisch angesehen. 2004 schlugen C. Hilary Fry und Stuart Keith eine Abgliederung der afrikanischen Unterart Rh. socotranus louisae vor. Guy M. Kirwan und Andrew Grieve widersprachen dem 2007 insofern, als entweder alle drei Formen als Allospecies oder weiterhin als Unterarten zu betrachten seien, eine Abgliederung nur einer der drei Formen aber aufgrund zahlreicher morphologischer Merkmale nicht zu rechtfertigen sei. Sie schlugen einen Artstatus für alle drei Taxa vor. Heute ist diese Ansicht weit verbreiteter Konsens, auch BirdLife International und die IUCN sind der Empfehlung bereits gefolgt, obwohl – wie Kirwan und Grieve betonen – eine molekulargenetische Bestätigung noch aussteht.

## Belege